# جيمي كوكي
جيمي كوكي هو لاعب هوكي الجليد كندي، ولد في 5 نوفمبر 1968 في تورونتو في كندا.

## وصلات خارجية
- جيمي كوك على موقع دوري الهوكي الوطني (الإنجليزية)
- جيمي كوك على موقع EliteProspects.com (الإنجليزية)
- جيمي كوك على موقع HockeyDB.com (الإنجليزية)